# Carélios
Os Carélios são um grupo étnico Fino-báltico que vive, em sua maioria, na República da Carélia e em outras partes do noroeste da Rússia. A terra natal histórica dos Carélios incluem partes da moderna Finlândia oriental (Carélia do Norte) e o antigo território finlandês de Ladoga Carélia. Em um processo que se iniciou no século XVII e culminou posteriormente na Segunda Guerra Mundial, a etnia carélia da Finlândia foi assimilada linguistacamente e etnicamente com a população finlandesa e estão inclusos no amplo grupo dos Carélios Finlandeses, que são considerados os formadores do sub-grupo dos finlandeses.
A separação entre os Carélio Finlandeses e os Russos - ou Carélios Orientais - foi criada e mantida por diferentes religiões, dialetos e experiências históricas. Os Carélios na Russia viveram por séculos sob a influência da cultura eslava, adotaram a religião russa ortodoxa e têm sido, até certo ponto, assimilados pelos Russos.
Durante séculos, os Carélios que vivem na Rússia tornaram-se dispersos em vários subgrupos distintos. O maior grupo são os Carélios do Norte vivendo na República da Carélia e os Carélios do Sul no Tver, Novgorod e no Oblast de Leningrado da Rússia. Os subgrupos dos Carélios do Sul, os Tikhvin e Valdai Karels, somam entre 90,000 - 100,000 pessoas e também são considerados assimilados e falam russo como sua primeira língua. Os Carélios do Norte incluem os Olonetos e os Ludes, falantes das línguas (Lúdica e Oloneto Carélio, vivem na República da Carélia Russa.